# Конфлікт у Чіапасі
Конфлікт у Чіапасі (ісп. Conflicto de Chiapas) — поняття стосується перш за все повстання Сапатиської Армії Національного Визволення, радикального лівого сапатистського руху, спрямованого проти мексиканського штату Чіапас. Воно сягає корінням в історію індіанців штату Чіапас у Мексиці. Це конфлікт низької інтенсивності, який почався 1 січня 1994 року.
Однією з причин є велика бідність і, як наслідок, тяжке становище майя, що живуть в Чіапасі. 

## Історія та суспільно-політична підоснова
З 1980-х і 1990-х років економічна політика Мексики більшою мірою зосередилася на промисловому розвитку і залучення іноземного капіталу. Уряд Салінаса почав приватизацію землі (через PROCEDE-програми). У 1992 році в ролі попередньої умови для підписання Північноамериканської угоди про вільну торгівлю (НАФТА), 4 ст. та ст. 27 Конституції Мексики внесли зміни, за допомогою яких стало можливим приватизувати общинні землі. Це підривало основний захист права корінних громад на землю. Колишні общинники тепер стали незаконними поселенцями, а їх громади — незаконними поселеннями.
1 січня 1994 року, в день, коли НАФТА набрав чинності, спалахнув збройний заколот на чолі з Сапатистською армією національного визволення (САНВ). Повстання було спрямоване проти суспільної ізоляції корінного населення, поправок 1992 року до Конституції та очікуваних результатів НАФТА, сапатисти зажадали соціальних, культурних прав і прав на землю.
|  | Уряд відповів запровадженням військ, і через 12 днів було оголошено хитке перемир'я. Ці події привернули увагу міжнародної громадськості. У той час як правозахисні організації звернули увагу на маргіналізацію корінного населення, Riordan Roett (радник Групи ринків, що розвиваються при Chase Manhattan Bank) заявив в січні 1995 року: Поки Чіапас, на наш погляд, не є серйозною загрозою для мексиканської політичної стабільності, це розуміють багато в інвестиційному співтоваристві. Уряд має усунути сапатистів, щоб показати свій ефективний контроль за національною територією і політикою безпеки. |